# Pantalica
Pantalica je rozsáhlá nekropole na Sicílii s více než pěti tisíci hrobkami datovanými do doby od 13. do 7. století př. n. l. Pantalica se nachází na jihovýchodě ostrova mezi městy Ferla a Sortino na území Volného sdružení obcí Siracusa. Lokalita je zároveň součástí přírodní rezervace Pantalica Valle del ´Anapo e Torrente Cava Grande.
Společně s městem Syrakusy je nekropole Pantalica od roku 2005 součástí světového dědictví UNESCO.